# Diocesi di Camuliana
La diocesi di Camuliana (in latino Dioecesis Camulianensis) è una sede soppressa del patriarcato di Costantinopoli e sede titolare della Chiesa cattolica.

## Storia
Camuliana, forse identificabile con Kemer nell'odierna Turchia, è un'antica sede episcopale della provincia romana della Cappadocia Prima nella diocesi civile del Ponto. Faceva parte del patriarcato di Costantinopoli ed era suffraganea dell'arcidiocesi di Cesarea.
La diocesi è documentata nelle Notitiae episcopatuum del patriarcato fino al XII secolo.
La sede vescovile è piuttosto tardiva, poiché non esisteva all'epoca di Basilio Magno (329-379). Sono cinque i vescovi conosciuti di Camuliana. Basilio partecipò al secondo concilio di Costantinopoli nel 553. Giorgio I intervenne al terzo concilio di Costantinopoli nel 680. Teodoro sottoscrisse gli atti del concilio in Trullo del 691/692. Giorgio II assistette al secondo concilio di Nicea nel 787. Giorgio III partecipò al Concilio di Costantinopoli dell'879-880 che riabilitò il patriarca Fozio di Costantinopoli. La sigillografia ha restituito il nome del vescovo Michele, vissuto tra X e XI secolo.
Dal XX secolo Camuliana è annoverata tra le sedi vescovili titolari della Chiesa cattolica; la sede è vacante dal 13 giugno 1970.

## Cronotassi

### Vescovi greci
- Basilio † (menzionato nel 553)
- Giorgio I † (menzionato nel 680)
- Teodoro † (prima del 691 - dopo il 692)[2]
- Giorgio II † (menzionato nel 787)
- Gregorio † (menzionato nell'879)
- Michele † (circa X-XI secolo)[3]

### Vescovi titolari
- John Joseph Dunn † (19 agosto 1921 - 31 agosto 1933 deceduto)
- John Bernard Kevenhoerster, O.S.B. † (27 ottobre 1933 - 9 dicembre 1949 deceduto)
- Piotr Dudziec † (12 giugno 1950 - 13 giugno 1970 deceduto)